# Kasokola
Kasokola è una circoscrizione rurale (rural ward) della Tanzania situata nel distretto urbano di Mpanda, regione di Katavi. Conta una popolazione di 5 726 abitanti (censimento 2022).